# Jardin Arnaud-Beltrame
Le jardin Arnaud-Beltrame est un espace vert du 3e arrondissement de Paris, 

## Situation et accès

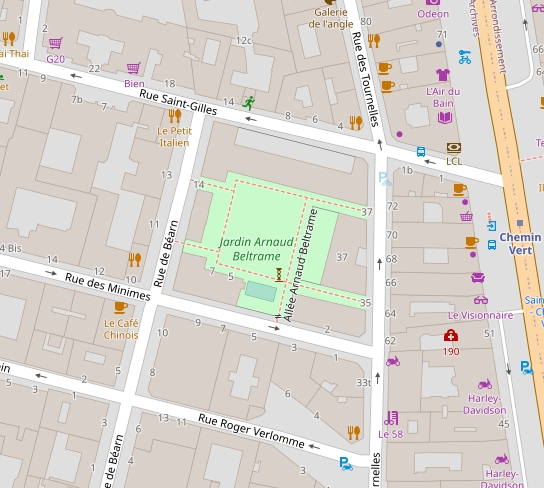
Localisation.

Cet espace vert est situé 12 rue de Béarn. Il existe également des accès rue des Minimes, rue des Tournelles et rue Saint-Gilles.
Le site est desservi par la ligne 1 du métro à la station Saint-Paul et la ligne 8 du métro à la station Chemin Vert.
Le jardin est traversé par l'allée Arnaud-Beltrame.

## Origine du nom

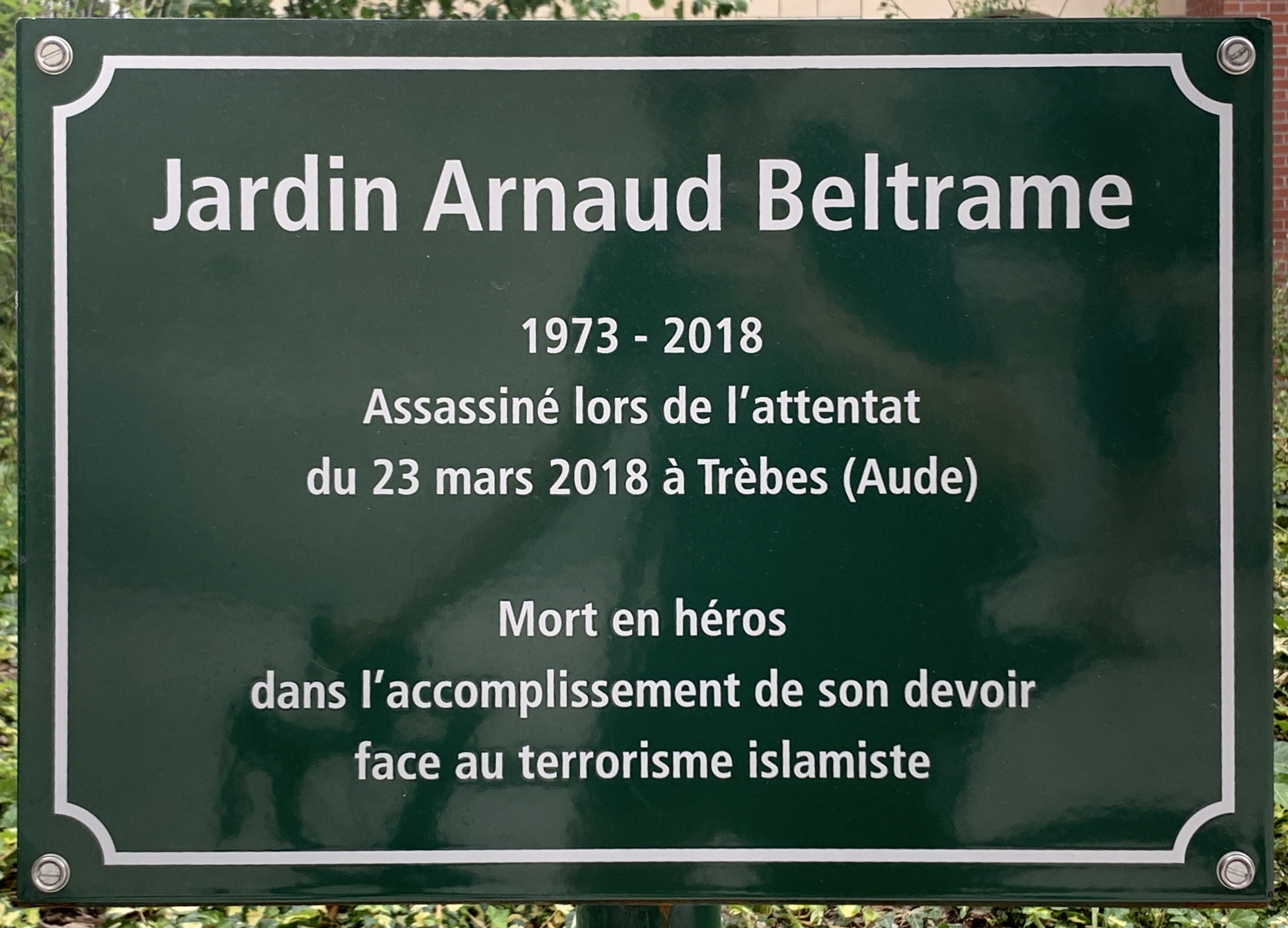
La plaque modifiée.

Le jardin rend hommage à Arnaud Beltrame, colonel de la gendarmerie assassiné lors de l'attentat terroriste du 23 mars 2018 à Trèbes.
La plaque du jardin suscite une polémique lors de son inauguration. Elle indique en effet qu'Arnaud Beltrame a été « victime de son héroïsme », ce que dénoncent de nombreux internautes et personnalités politiques, mettant en avant qu'il est mort du terrorisme islamiste. Il a été affirmé que le texte avait été validé par la famille du défunt, ce que celle-ci dément. Face à la polémique, l'adjointe à la mairie chargée de la mémoire et du monde combattant reconnaît une « formulation assez malheureuse » et la municipalité parisienne annonce qu'elle pourrait modifier l'inscription si la famille en fait la demande,,. La plaque est finalement modifiée (voir ci-contre).

## Historique
En 1693 est construit le couvent des Minimes. Il est fermé en 1790, sous la Révolution. Une caserne de gendarmerie portant le même nom le remplace à partir de 1823. En 2019, après sa fermeture, ses bâtiments sont reconfigurés pour accueillir une crèche, des logements sociaux et des commerces. La cour intérieure de l'ancienne caserne devient un jardin public, inauguré en 2020. Certains espaces sont réservés aux riverains du nouvel ensemble immobilier.
Les seize arbres de la cour intérieure sont des aulnes cordés. Dans la jardinière potagère de la cour est planté un mûrier du Japon et dans celle longeant la rue des Minimes des lilas de Chine et des cerisiers Belle Magnifique.
Le jardin est accessible aux personnes à mobilité réduite. Un boulodrome y est installé. Les chiens sont autorisés dans le square s'ils sont tenus en laisse.